# Кашутина, Ольга Дмитриевна
Ольга Дмитриевна Кашутина — советский театральный, государственный и политический деятель. Заслуженная артистка РСФСР (1949).

## Биография
Родилась в Москве в 1893 году.
С 1912 года — на творческой, общественной и политической работе. В 1912—1956 гг. — в Чеченском русском драматическом театре Грозного, в театрах Петрозаводска, Владимира, Костромы, Саратова, Тамбова, Калуги, Казани и других городов, актриса в Горьковском государственном театре драмы.
Избирался депутатом Верховного Совета РСФСР 3-го и 4-го созывов.
Умерла в Горьком в 1956 году.